# Свято-Миколаївська церква (Шабо)
Свято-Миколаївська церква — чинна церква у селі Шабо, пам'ятка архітектури місцевого значення.

## Історія
Церква побудована імовірно в 1805 році (про що свідчить табличка біля входу). Однак ніяких документальних підтверджень цьому немає. Перша письмова згадка відноситься до березня 1809. Згідно з румунським довідником, дата побудови церкви — 1882 рік. Проте написи на пожертвуваних іконах датовані 1852 роком. Швидше за все, в 1882 році церкву перебудовували, а зведено її близько 1805 року.

## Опис

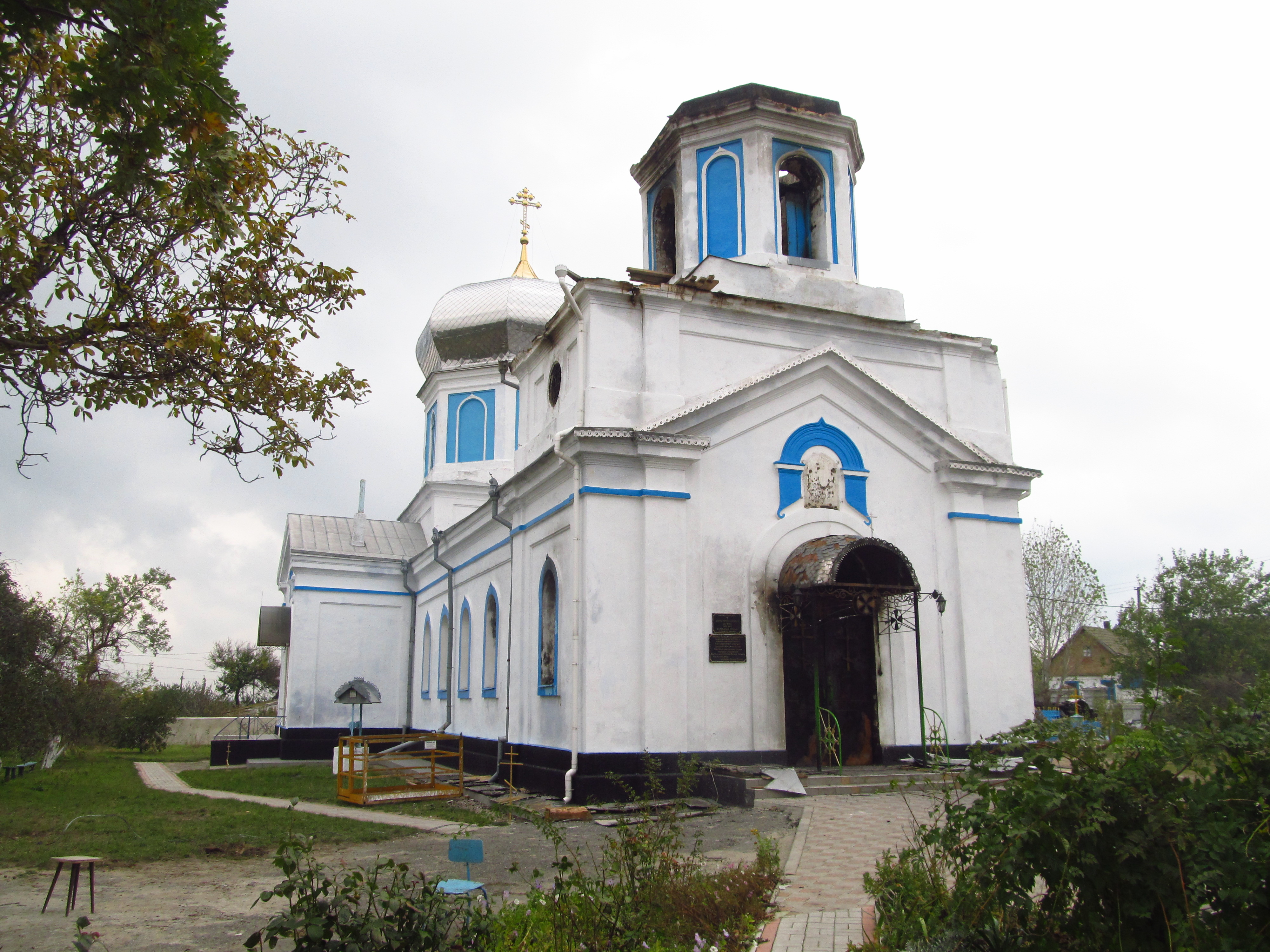
Сучасний вигляд церкви (після пожежі)

Церква двокупольна, хрестоподібна у плані, однопрестольна — на честь святителя Миколи. Церква прикрашена дзвіницею, на якій збереглося 8 куполів. Навколо церкви споруджена кам'яна огорожа.
Як і в Кулевчі, в церкві зберігається своя чудотворна кровоточива ікона — «Бичування Господа Ісуса Христа», та чудотворний мироточивий «образ Божої Матері Скоропослушниці». Поруч з церквою є цілюще джерело Святого Миколи.